# アレクサンドル・サー
- アレクサンドル・サール

アレクサンドル・ダム・サー（Alexandre Dam Sarr, 2005年4月26日 - ）は、フランス・トゥールーズ出身のプロバスケットボール選手。NBAのワシントン・ウィザーズに所属している。ポジションはパワーフォワードまたはセンター。

## 経歴

### 生い立ち・ユース
フランスのトゥールーズで生まれ育ち、4歳の頃からバスケを始める。
2019年からレアル・マドリードのユースチームに加入し、2年間プレーした。

### オーバータイム・エリート
2021年にアメリカ合衆国へ渡り、新たに創設されたプロリーグのオーバータイム・エリート（OTE）に加入した。
2021-22シーズンはチーム・オーバータイムでプレーした。
2022-23シーズンはYNGドリーマーズでプレーし、オールOTEセカンドチームに選出された。

### パース・ワイルドキャッツ
2023年5月9日にNBLのパース・ワイルドキャッツとの契約に合意した。

### ワシントン・ウィザーズ
2024年のNBAドラフトにて1巡目全体2位でワシントン・ウィザーズから指名された。また、このドラフトでは上位10位で3名のフランス人選手が指名され（全体1位でザカリー・リザシェイ、全体2位でサー、全体6位でティジャン・サラーン）、これは史上初の事例であった。7月6日にウィザーズとのルーキー契約に合意した。サマーリーグでは、4試合に出場して平均5.5得点（FG成功率19%）、7.8リバウンド、PER3.8（ドラフト1巡目史上最低記録）と、ドラフト全体2位としては期待外れの活躍であったが、2024-25シーズン開幕後は調子を上げ、12月のイースタン・カンファレンス月間最優秀新人選手に選出された。2025年3月15日のデンバー・ナゲッツ戦でキャリアハイとなる34得点を含む6リバウンド、5アシストを記録し、フランチャイズ史上最年少で30得点以上を記録した選手となった。

## 個人成績

### NBA

#### レギュラーシーズン
| シーズン | チーム | GP | GS | MPG  | FG%  | 3P%  | FT%  | RPG | APG | SPG | BPG | PPG  |
| -------- | ------ | -- | -- | ---- | ---- | ---- | ---- | --- | --- | --- | --- | ---- |
| 2024–25  | WAS    | 67 | 67 | 27.1 | .394 | .308 | .679 | 6.5 | 2.4 | .7  | 1.5 | 13.0 |
| 通算     | 通算   | 67 | 67 | 27.1 | .394 | .308 | .679 | 6.5 | 2.4 | .7  | 1.5 | 13.0 |

### NBL
| シーズン | チーム                   | GP | GS | MPG  | FG%  | 3P%  | FT%  | RPG | APG | SPG | BPG | PPG |
| -------- | ------------------------ | -- | -- | ---- | ---- | ---- | ---- | --- | --- | --- | --- | --- |
| 2023–24  | パース・ワイルドキャッツ | 27 | 0  | 17.3 | .516 | .286 | .710 | 4.3 | .9  | .4  | 1.5 | 9.4 |

## 代表歴
2021年に開催されたFIBA U16 ヨーロッパ選手権で初めてフランス代表に選出された。2022年のFIBA U17 ワールドカップ、2023年のFIBA U19 ワールドカップでもフランス代表に選出された。

## 家族
父のマサー・サーはセネガル出身の元プロバスケットボール選手。兄のオリビエ・サーもまたバスケットボール選手であり、かつてオクラホマシティ・サンダーに所属していた。